# 정읍고등학교
정읍고등학교(井邑高等學校)는 대한민국 전북특별자치도 정읍시 시기동에 있는 공립 고등학교이다.

## 학교 연혁
- 1967년 2월 2일 : 정읍종합고등학교 설립인가 (각 학년 문과 1학급, 상과 1학급 계 6학급)
- 1974년 3월 1일 : 인문계 고등학교로 학칙 변경
- 1979년 11월 30일 : 현 건물로 이전 (12.27일 준공식)
- 2001년 8월 23일 : 학과 개편 승인 (정보처리과 폐과, 인문계 5학급)
- 2007년 3월 1일 : 개방형 자율학교로 선정
- 2009년 10월 19일 : 기숙형 고등학교 선정 (2011년부터 운영)
- 2010년 3월 1일 : 자율형 공립고등학교 지정
- 2011년 1월 1일 : 기숙형고등학교 운영
- 2013년 3월 1일 : 선진형 교과교실제 운영
- 2017년 3월 1일 : 진로-진학 맞춤형 혁신학교(전북교육청) 운영 (2017.03.01.~ 2023.02.28.)
- 2023년 3월 1일 : 제21대 김항윤 교장 취임
- 2024년 2월 2일 : 제55회 84명 졸업(연인원 12,597명)
- 2024년 3월 4일 : 2024학년도 신입생 83명 입학

## 참고 자료
- 정읍고등학교 - 한국교육학술정보원 학교알리미